# Брама всіх народів
Брама всіх народів, Брама Ксеркса — розташована на руїнах стародавнього міста Персеполіс, Іран.
Будівництво сходів усіх народів і воріт усіх народів було замовлено царем Ахеменідської імперії Ксерксом I (486-465 рр. до Р. Х.), спадкоємцем засновника Персеполісу, Дарія I Великого.

## Опис
Будівля складалася з одного великого приміщення, дах якого підтримували чотири кам'яні колони з дзвоноподібними базисами. Паралельно до внутрішніх стін цієї кімнати прямувала кам'яна лавка, перервана біля дверних прорізів. Зовнішні стіни, зроблені з широкого брудового блоку, були замуровані частими нішами. Кожна з трьох стін, на сході, заході та півдні, мала великий кам'яний вхід. Пара масивних биків захищали західний вхід; два ламассу в асирійському стилі і колосальних розмірів, стояли біля східних дверей. Над кожному з чотирьох колосів викарбувано двомовний напис, що засвідчує, що Ксеркс побудував браму. Південний вхід був найширшим із трьох входів і відкривався до Ападани, є найширшим із цих трьох. Поворотні столи, встановлені у внутрішніх кутах усіх дверей палацу, вказують, що там, ймовірно, були дерев'яні подвійні двері, прикрашені металевими орнаментами.